# Hyundai ix20
Hyundai ix20 er en mini MPV fra Hyundai. Det er den første mini MPV fra fabrikanten, som kommer ud hos forhandlerne i november 2010.
ix20 findes i tre udstyrsvarianter, Classic, Comfort og Style. ix20 produceres sammen med Hyundai i30 og den teknisk identiske Kia Venga på Hyundai-fabrikken i Nošovice i Tjekkiet.
ix20 blev præsenteret på Paris Motor Show i 2010 og er udviklet specielt til det europæiske marked efter Hyundais nye designstil, fluidic sculpture (flydende skulptur) i forsknings- og udviklingscentret i Rüsselsheim i Tyskland.
ix20 findes i første omgang med en 1,4 CRDi med 90 hk og to benzinmotorer, 1,4 med 90 hk og 1,6 med 125 hk. Alle motorer opfylder Euro 5-euronormen og fås med start/stop-system som ekstraudstyr.